# Моспроект-1

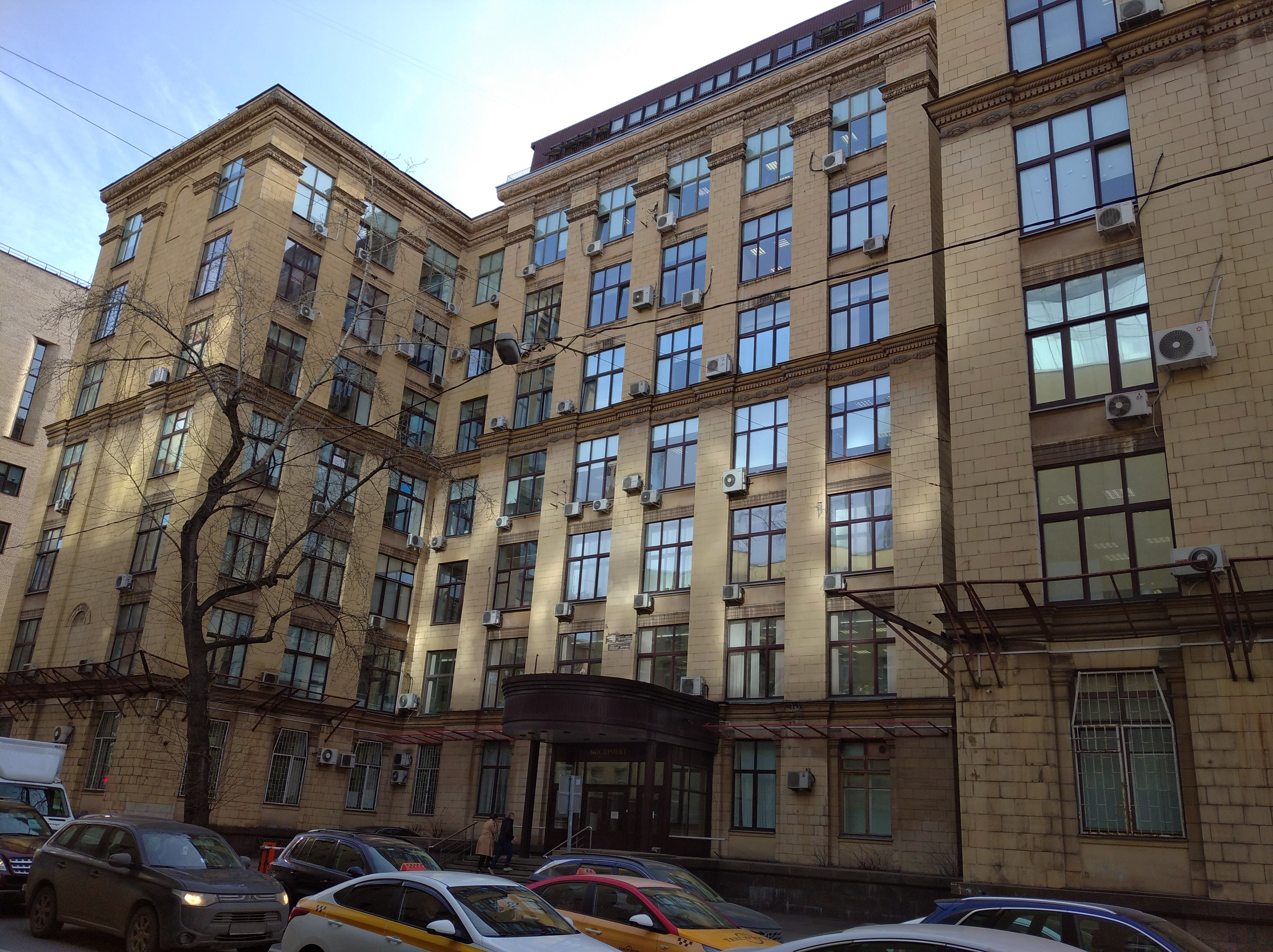
Здание «Моспроекта»

«Моспроект-1» (до 1961 года — «Моспроект») — архитектурно-проектная организация Москвы.

## История

### Основание «Моспроекта»
В первые годы советской власти проектные коллективы возникали, как правило, лишь на время строительства уникальных сооружений. Вопросы типизации и стандартизации тогда перед ними не стояли. Наряду с небольшими проектными группами в Москве действовали крупные подрядные проектно-строительные конторы — «Мосстрой» и «Строитель». Их проектные отделы имели большой опыт жилищного, культурно-бытового и промышленного строительства. В «Мосстрое», руководимом М. В. Крюковым, работало около 200 проектировщиков, среди которых архитекторы Б. Н. Блохин, А. К. Буров, И. З. Вайнштейн, И. А. Звездин, А. И. Мешков, А. М. Мостаков, М. И. Мотылёв, М. В. Рудько, Л. И. Савельев, О. А. Стапран. По их проектам в 1925—1930 годах на бывших окраинах города были построены крупные жилые комплексы: Усачёвка, Дубровка, Нижняя Пресня, Дангауэровка и другие. Контора «Строитель» строила преимущественно промышленные объекты в Москве и области: заводы, фабрики, клубы и тому подобное. Там работали архитекторы и инженеры В. Н. Владимиров, П. А. Красильников, Н. Л. Крысов, М. С. Рябцев, П. М. Сталин, В. Д. Цветаев, А. В. Юганов.
В конце 1920-х годов проектно-строительные конторы начинают разъединяться на проектные и строительные организации. 29 декабря 1929 года решением комиссии президиума Моссовета было образовано Мосстройобъединение, в состав которого вошли крупнейшие строительные конторы Москвы и области. Весной 1930 года была образована контора «Моспроект», в состав которой вошли проектные отделы «Мосстроя», «Строителя», а также в полном составе Мосстройконсультация Управления губернского инженера.
В штат «Моспроекта» входило около 1000 сотрудников. Контора разместилась в построенном по проекту А. В. Юганова здании на Ленинградском шоссе. Архитектор Е. Л. Иохелес вспоминал: «В этом здании мы вместе пережили годы напряжённой и радостной работы, когда мы, такие в то время молодые и самонадеянные, по неделям не уходили из мастерской, с неохотой отрывая от работы часы сна тут же на узеньких диванчиках, стоявших в наших рабочих комнатах».
«Моспроект» активно занимался типизацией промышленного, жилищного и клубного строительства. Разрабатывались типовые проекты школ, детских садов, яслей, амбулаторий, кинотеатров, гостиниц, прачечных и бань.
В 1931 году, после июньского пленума ЦК ВКП(б), архитекторы приступили к разработке конкурсных проектов плана развития Москвы. Для координации вопросов, связанных с архитектурно-художественным оформлением, из проектных отделов планземотдела, ЦПКиО и Треста зеленого строительства было образовано Архитектурно-планировочное управление (АПУ). К работе над проектированием центральных улиц Москвы были привлечены такие выдающиеся мастера, как академики архитектуры И. В. Жолтовский и А. В. Щусев, профессора Н. А. Голосов, Н. Д. Колли и другие.
Когда перед проектировщиками были поставлены новые задачи, связанные с созданием архитектурных ансамблей в исторической части города, основным направлением работы «Моспроекта» стало индивидуальное проектирование. Разработка типовых проектов отошла на второй план.

### Организация проектных мастерских Моссовета
В конце 1932 года структура «Моспроекта» была реорганизована: появились архитектурные мастерские под руководством известных специалистов. Художественное руководство осуществлялось советом, в который входили руководители мастерских.
Некоторая параллельная работа АПУ и «Моспроекта» создавала ограничения. Для упорядочения проектной деятельности в 1933 году МК ВКП(б) и Моссовет приняли постановление «Об организации дела проектирования здании, планировки города и отвода земельных участков в г. Москве». На бае расформированных «Моспроекта» и АПУ были созданы 20 самостоятельных проектных и планировочных архитектурных мастерских Моссовета. Идейное руководство взяла на себя новая структура — Арплан (Архитектурно-планировочная комиссия).
Мастерские Моссовета возглавили известные советские архитекторы. Проектные: № 1 — И. В. Жолтовский, № 2 — А. В. Щусев, № 3 — И. А. Фомин, № 4 — И. А. Голосов, № 5 — Д. Ф. Фридман, № 6 — Н. Д. Колли, № 7 — К. С. Мельников, № 8 — В. А. Веснин, № 9 — П. А. Голосов. № 10 — В. Д. Кокорин, № 11 — М. В. Крюков; планировочные: № 1 — С. Е. Чернышёв, № 2 — Б. М. Иофан и В. А. Щуко, № 3 — М. Я. Гинзбург, № 4 — Г. Б. Бархин, № 5 — Н. А. Ладовский, № 6 — К. Майер, № 7 — В. Д. Маят, № 8 — А. И. Мешков, № 9 — В. В. Бабуров.

### 1940-е — 1980-е годы
С середины 1940-х годов ведущей организацией по проектированию и строительству в Москве являлся Московский городской трест «Мосгорпроект», руководителем которого с 1945 года архитектор А. Н. Земский. В мае 1951 года на базе «Мосгорпроекта» был организован Институт по проектированию жилищно-гражданского строительства «Моспроект». Его также возглавил А. Н. Земский, которого в 1952 году сменил А. А. Осмер.
«Моспроект» стал самой большой проектной организацией СССР. В его состав входило 13 магистральных мастерских, которые возглавили ведущие архитекторы: К. С. Алабян, В. С. Андреев, А. В. Власов, В. Г. Гельфрейх, И. В. Жолтовский, Г. А. Захаров, Н. Я. Колли, И. И. Ловейко, Б. С. Мезенцев, А. Г. Мордвинов, Л. М. Поляков, М. В. Посохин, М. И. Синявский, И.Н. Соболев. Мастерские «Моспроекта» отвечали за создание комплексных проектов застройки закреплённых за ними городских объектов, включая магистрали, площади, железнодорожные въезды, набережные и отдельные территории. Они также разрабатывали проекты жилых домов, школ, больниц и объектов культурно-бытового и коммунального назначения. Помимо проектной работы, мастерские должны были контролировать архитектурное качество всех сооружений, строившихся на их участках.
С 1961 года организация носит название «Моспроект-1». Одной из целей «Моспроекта-1» являлось создание проектно-сметной документации для жилищного, гражданского и коммунального строительства в Москве. Организация занимается комплексным распределением всех видов строительства в восьми планировочных зонах города, руководствуясь Генеральным планом развития Москвы. В советское время более 90 % жилых и культурно-бытовых объектов Москвы возводилось по проектам, разработанным «Моспроектом-1».
«Моспроект-1» разработал проекты для строительства таких московских районов, как Новые Черёмушки, Фили-Мазилово, Хорошёво-Мневники, Медведково, Чертаново, Орехово-Борисово, Тёплый Стан, Ясенево и других. Управление также создало планы застройки и реконструкции ключевых магистралей и площадей города. Сотни индивидуальных проектов жилых и общественных зданий были разработаны специалистами «Моспроекта-1», включая Кремлёвский Дворец съездов, гостиницы «Белград», «Интурист», «Россия», Дом Советов РСФСР, Дом политического просвещения МГК и МК КПСС, комплексы зданий Университета дружбы народов, здание издательства «Московская правда» и другие. Кроме того, по проектам управления были проведены реконструкция и реставрация Мавзолея Ленина и трибун на Красной площади.
По сведениям 1980 года, «Моспроект-1» включал 38 проектных подразделений и 13 отделов, занимавшихся техническим обслуживанием. В организации трудилось примерно 3,4 тысячи сотрудников.
В 1971 году управление было награждено орденом Трудового Красного Знамени.